# Mare de Déu de la Candela

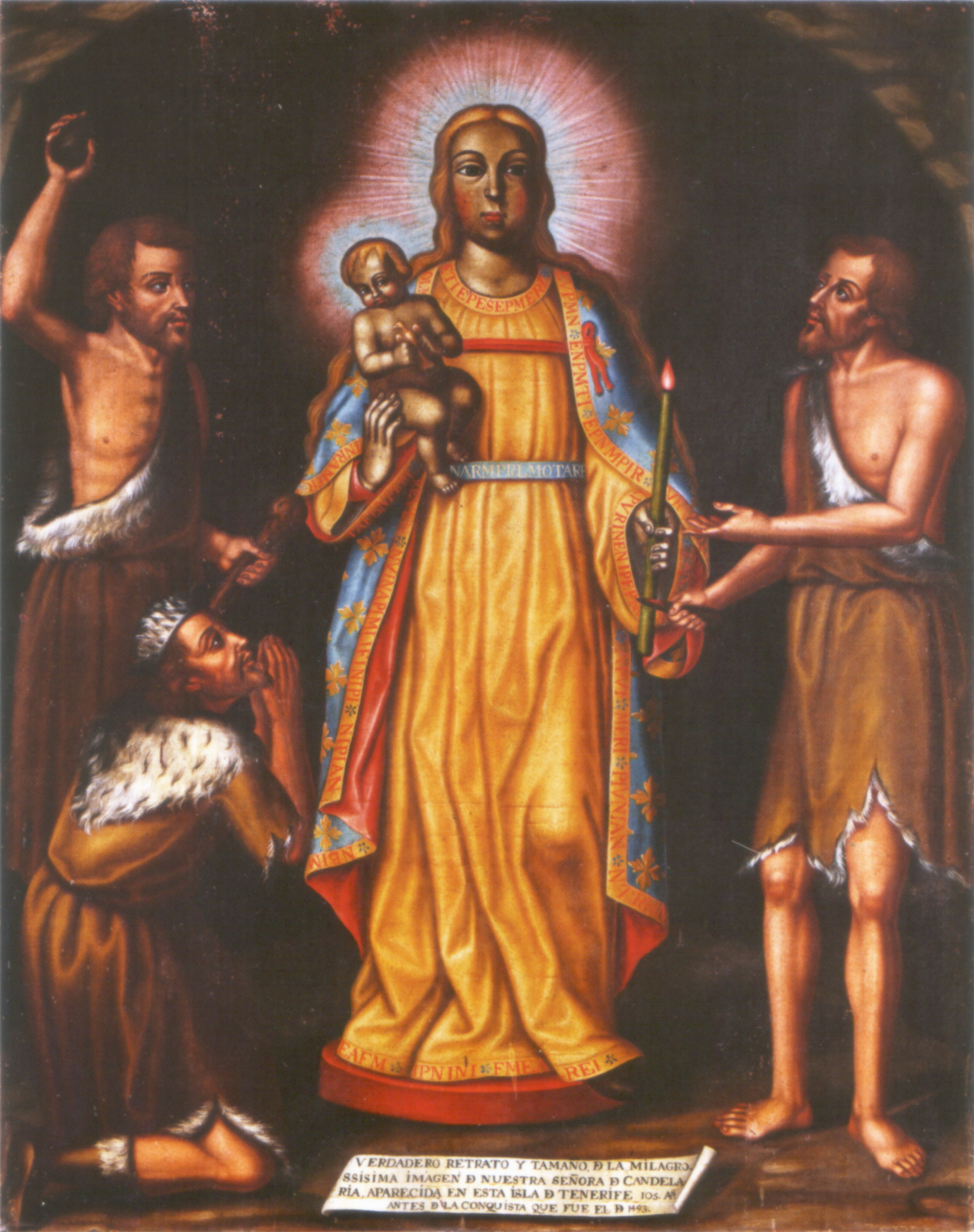
Segons la tradició, la imatge original de la Verge de la Candelaria va ser trobada per dos pastors guanxes de les Illes Canàries entre els segles i. Des d'aquest lloc, la seva devoció s'ampliarà a la resta del món catòlic, principalment a Llatinoamèrica. A la fotografia, pintura del que representa a la Verge al costat dels guanxes i al mencey (rei) Acaimo de Güímar.

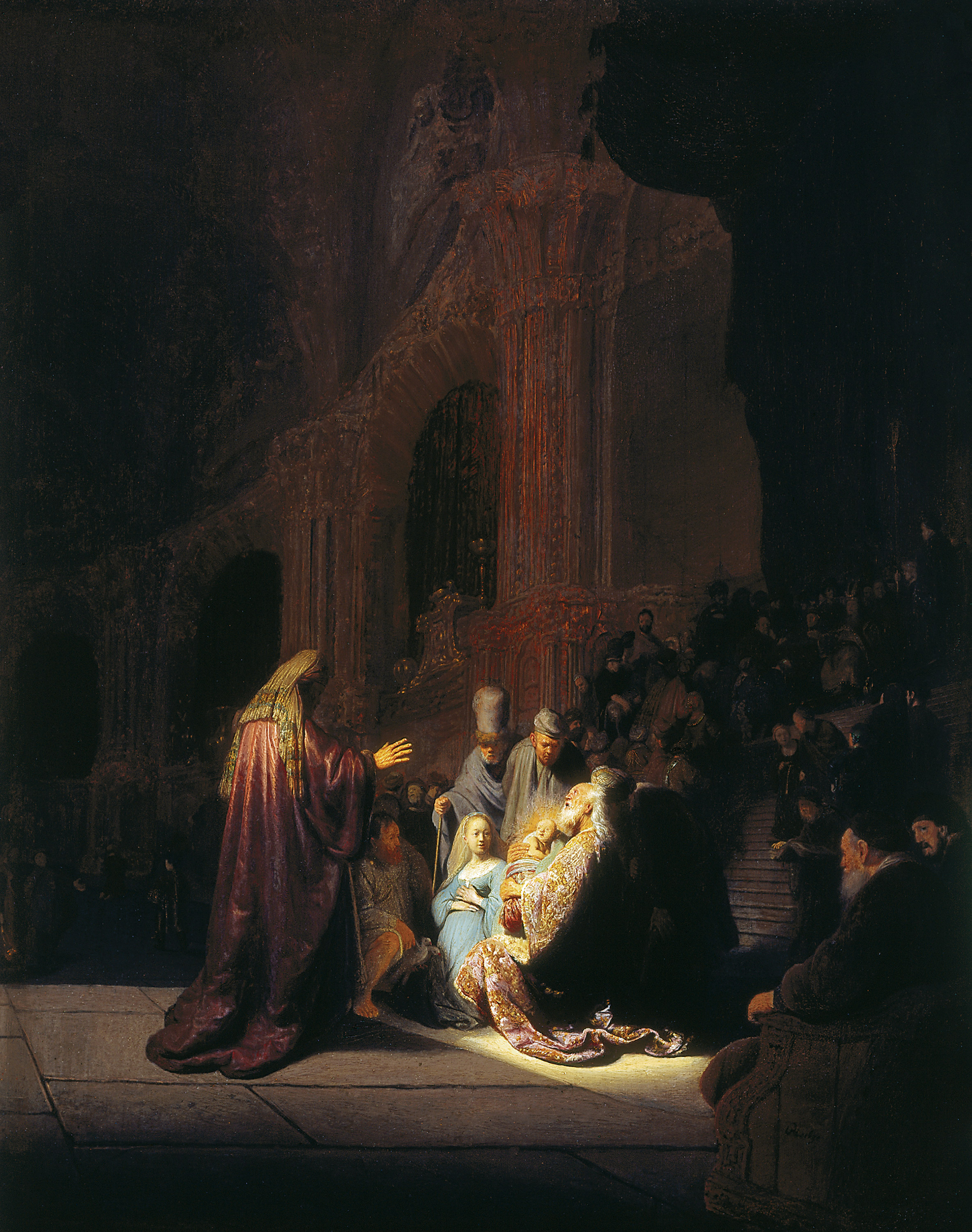
Presentació del Nen Jesús al Temple de Jerusalem (origen de la iconografia de la Candelaria).

La Mare de Déu de la Candela és l'advocació de la Verge Maria que està relacionada amb la "candela" (o espelma) que simbolitza el concepte cristià de la Llum divina, que guia cap al bon camí i fa créixer la fe en Déu. Està relacionada amb la festa de la Candelera, nom popular amb el qual es coneix la festa cristiana del ritu de la presentació del nen Jesús al temple de Jerusalem, així com la purificació de la seva mare, segons obliga la llei jueva.

## Origen
Inicialment la festa de la Candela o de la Llum va tenir el seu origen a l'Orient amb el nom de l'Encontre. Posteriorment, es va estendre a l'Occident el segle vi, i arribà a celebrar-se a Roma amb un caràcter penitencial.
La seva festa litúrgica es commemora, segons el calendari o santoral catòlic, el 2 de febrer -quaranta dies després de Nadal- en record al passatge bíblic de la Presentació del Nen Jesús al Temple de Jerusalem (Lc 2; 22-39) i la purificació de la Verge Maria després del part, per complir la prescripció de la Llei de l'Antic Testament (Lev 12; 1-8). En aquesta celebració es rememora el compliment que fa la Sagrada Família dels ritus jueus de purificació postpart i d'iniciació als acabats de néixer.
Jesús no només va ser circumcidat als vuits dies del seu naixement, d'acord amb les prescripcions judaiques, sinó que en el moment de la purificació de la mare -quaranta dies després de donar a llum un baró primogènit-, els seus pares van efectuar la presentació del fill al santuari i el van rescatar oferint un sacrifici d'un parell de tudons o colomins, com corresponia a les famílies humils (les riques havien d'oferir un xai).

## Advocació
La Mare de Déu de la Candela és una de les advocacions més antigues de la Verge Maria. Al segle iv la peregrina espanyola Egèria testimoniava que havia vist celebrar la festa de la Candela a Jerusalem "cum summa laetitia". La festivitat va ser introduïda en la litúrgia cristiana l'any 496 pel papa Gelasi I, per intentar substituir diverses tradicions romanes anteriors. Concretament en el mateix moment del calendari anual els romans celebraven les Parentàlia, unes festes de purificació i de culte als difunts, en les quals es visitaven els cementiris amb ciris per guiar les ànimes i rememorar la recerca de la deessa clàssica Prosèrpina, i també les Lupercàlia, uns ritus ramaders de finalització de l'hivern que pretenien garantir la fecunditat, o diverses festivitats d'inversió social.
Al segle vii la festa en honor de l'advocació de la Candela és plenament coneguda en l'esfera cristiana. Al principi va tenir com a objectiu principal la commemoració de la trobada de Jesús amb el vell Simeó -d'on sorgiria el seu nom antic, Hypapanté, i la seva profecia messiànica: el primer dels set dolors de la Mare de Déu.
Al segle viii, l'ordo romà d'Amand de Maastricht, la festa de la Purificació consistia en una processó en la qual els assistents duien cerea ascensa, és a dir, candeles, mentre que els clergues anaven abillats cum vestimentis nigris, o sigui, amb indumentàries negres.
L'orde de Cluny va ser la principal propagadora de la celebració, i Beda el Venerable un dels seus màxims defensors.
Segles després, al voltant de l'any 1392 o 1400, una imatge de la Mare de Déu que representava aquesta advocació, va ser trobada a la riba de la mar per dos pastors guanxes de l'illa canària de Tenerife (el que és actualment Espanya). Desenvolupant el primer culte a la Candelera com advocació mariana sobretot arran que el 1497 l'Avançat de les Illes Canàries Alonso Fernández de Lugo, va celebrar a la Cova de Achbinico la primera Festa de les Candeles, coincidint aquesta amb la Festivitat de la Purificació de la Virgen. En 1526, es va construir el primer temple de la Candelaria al costat de la cova on va ser venerada originalment. A partir d'aquí, la Festa de la Candelera assumeix un caràcter marià al voltant de el relat de l'aparició d'aquesta imatge a aquells guanxes. La Verge de Candelaria és la patrona de les Illes Canàries.
La festa és coneguda i celebrada amb diversos noms: la Presentació del Senyor, la Purificació de Maria, la festa de la Llum i la festa de les Candeles. Tots aquests noms expressen el significat de la festa. Crist, com a llum del món presentat per la seva Mare al Temple, va venir a il·luminar la humanitat com ho fan les espelmes o les candeles, fet del qual deriva el nom de l'advocació de la Candela.

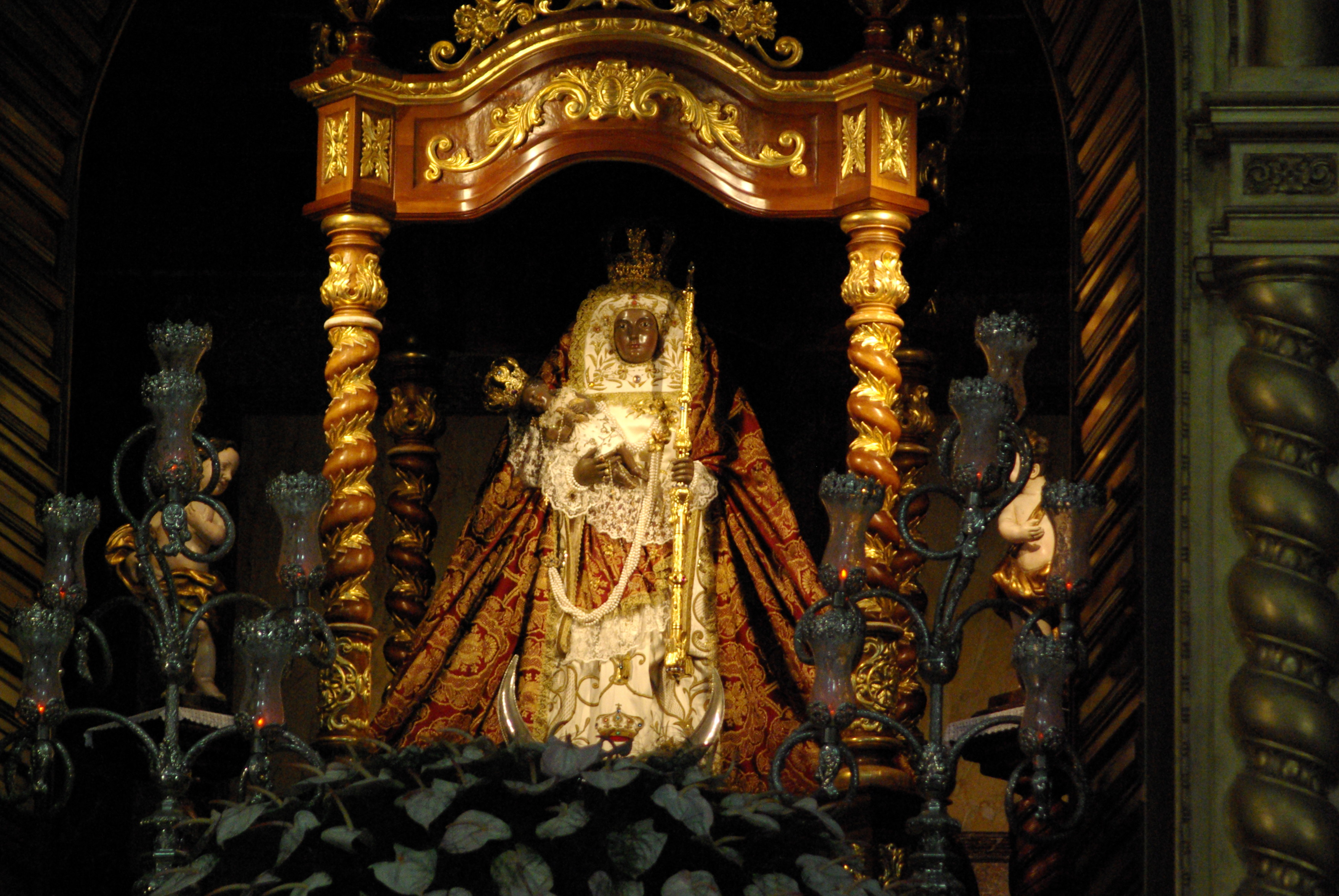
Verge de Candelaria (Patrona de les Illes Canàries) venerada a Tenerife.

A Catalunya les localitats que celebren amb major intensitat aquesta advocació mariana són a les comarques de Tarragona], concretament l'Ametlla de Mar -amb caràcter anual- i Valls -amb caràcter anual i amb caràcter extraordinari cada deu anys els acabats en 1 en les Festes Decennals de la Mare de Déu de la Candela-.
Al País Valencià destaquen les processons de les "caneles" de Bolulla, i les d'Albaida i Manises; el repartiment del pa dolç d'Ademuz; l'àpat al camp de Quatretonda; l'obertura de la Séquia Comuna a Manuel, després de les repacions fetes durant l'hivern; i els porrats de Manuel i Xixona. A Manuel i a Sueca, els nounats de l'any es presenten al temple.
A la resta d'Espanya hi ha una devoció abundant a Andalusia per part de nombroses confraries penitencials de Setmana Santa, i també a les Illes Canàries (el lloc d'on és patrona i on aquesta verge es va aparèixer), seva festa se celebra dos cops l'any, el 2 de febrer i el 15 d'agost.
En el conjunt de l'Estat espanyol la Mare de Déu de la Candela és venerada en una quarantena de localitats, si bé la més coneguda és la Verge de Candelaria (Illes Canàries). A l'illa de Sardenya (Italia) es venera com a patrona insular a la Verge de la Bonaira, la quin és una representació de La Candelaria tot i tenir diferent advocació. La seva festa encara se celebra a Sardenya el 2 de febrer, dia de la Candelaria.

## El ritu popular
El ritu popular de les candeles s'integra en el marc dels focs il·luminadors de les nits d'hivern característiques Nadal i de la festa de Sant Antoni. Però els petits ciris, beneïts i portats en processó -les candeles-, compleixen també altres funcions. Guardades a casa durant tot l'any, s'utilitzen en situació de risc, com les tempestes. La tradició explica que, de manera paral·lela al ciri baptismal, les candeles es posaven a les mans dels moribunds. S'han arribat a recollir remeis populars que introduïen la candela en l'anus dels nens per combatre el restrenyiment i fer-los defecar.